# خشخاش منخفض
خشخاش منخفض (الاسم العلمي: Papaver humile) هي نوع نباتي يتبع جنس الخشخاش من الفصيلة الخشخاشية.  